# Disney Channel (Brasil)
Disney Channel fue un canal de televisión por suscripción brasileño, variante local del canal Disney Channel. Fue creado para reemplazar el antiguo canal pay-per-view Disney Weekend. Fue operado por Disney Media Networks Latin America, propiedad de The Walt Disney Company Latin America, a su vez, propiedad de The Walt Disney Company. Estuvo enfocado principalmente en la programación infantil.
El canal inició sus transmisiones el 5 de abril de 2001 a las 20:00 con la película El Rey León.
El 2 de diciembre de 2024 se anuncia que el canal dejará de existir en Brasil para el 28 de febrero de 2025, a diferencia de motivos similares este no fue para favorecer a la plataforma de Disney+ ni mucho menos forma parte del cierre de 100 canales de parte de la compañía, sino que se debe a que la compañía decidió reducir su presencia en el mercado brasileño debido a los altos costos para operar, además del bajo consumo de la televisión de paga por la situación económica que últimamente está viviendo Brasil.
El 1 de marzo de 2025, a las 6:00 am, Disney Channel finalizó sus transmisiones, siendo su último programa en emitirse, Phineas y Ferb, y  asi Disney Channel terminó despidiendose de Brasil después de 24 años al aire.

## Programación
La programación incluyó programación original y no original. También incluyó un bloque preescolar Disney Junior y una versión local del programa de origen latinoamericano Zapping Zone, que se emitió entre el 5 de abril de 2001 y el 26 de octubre de 2012.
Entre los bloques de películas se encontraban O Maravilhoso Mundo de Disney (El maravilloso mundo de Disney), Filme Disney Channel (Disney Channel Movies), Mouse, Câmera, Ação! (Mouse, cámara, action!) y un bloque de Disney Cinemagic.
Además había programación especial dependiendo de la época del año, como en navidad, halloween, entre otras. 

### Programación brasileña
- Disney CRUJ (2001-2002)
- Um Menino Muito Maluquinho (2006–2008)
- Floribella (2006–2007)
- Floribella 2 (2008–2009)
- Quando Toca o Sino (versión brasileña de As The Bell Rings) (2009–2011)
- Zapping Zone (2001–2012)
- Que talento! (2014–2016)
- Juacas (2017–2019)
- Z4 (2018)

Solo estos programas son brasileños.